# Akademik (tytuł naukowy)

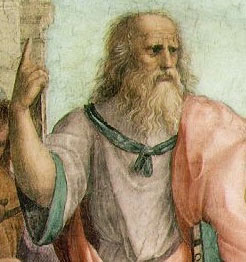
Platon był założycielem Akademii (szkoły filozoficznej w ogrodach Akademosa), której uczniów nazywano akademikami (przedstawienie z fresku Szkoła Ateńska Rafaela Santiego).

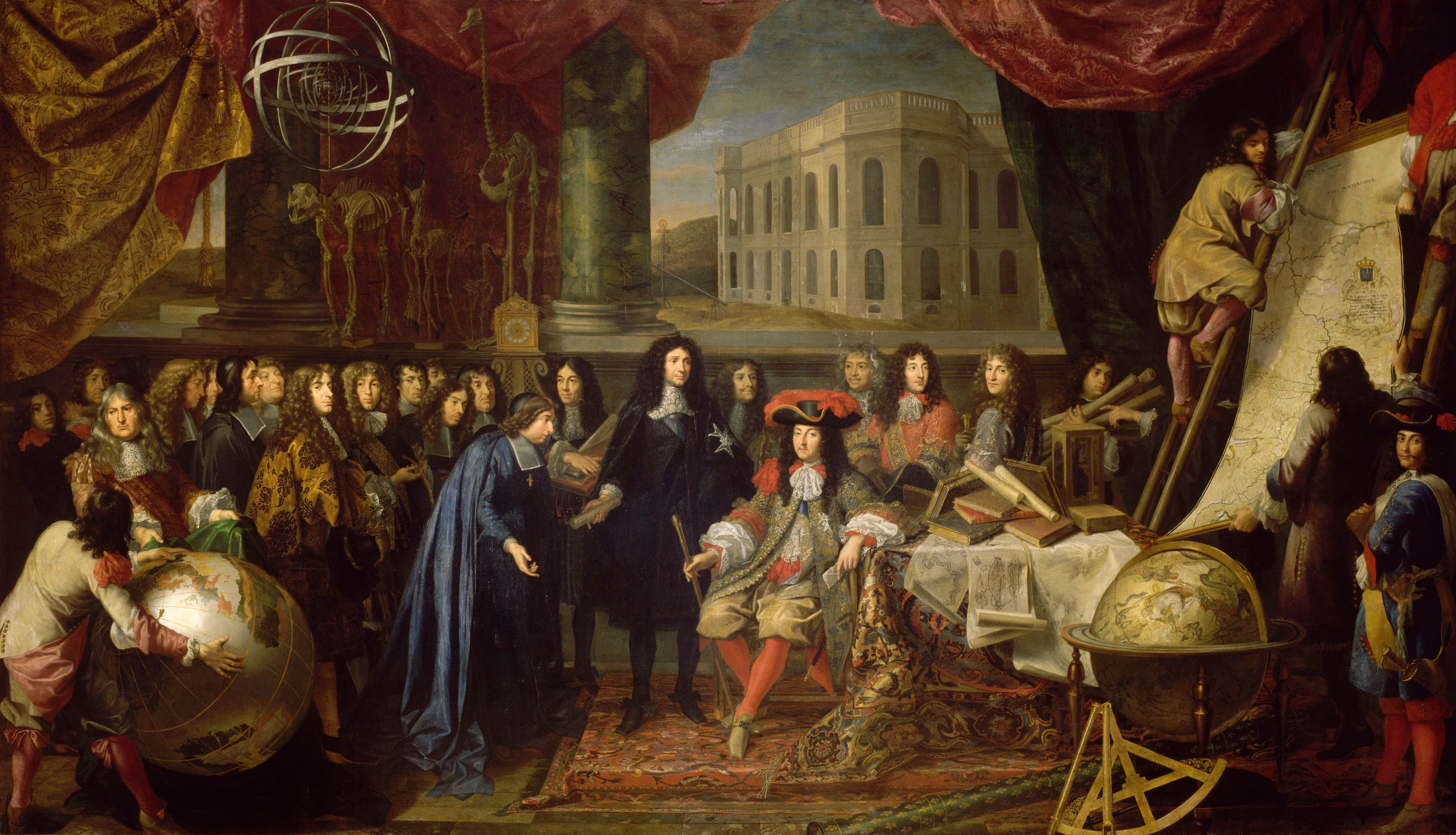
Jean-Baptiste Colbert przedstawia członków Królewskiej Akademii Nauk Ludwikowi XIV (1667)

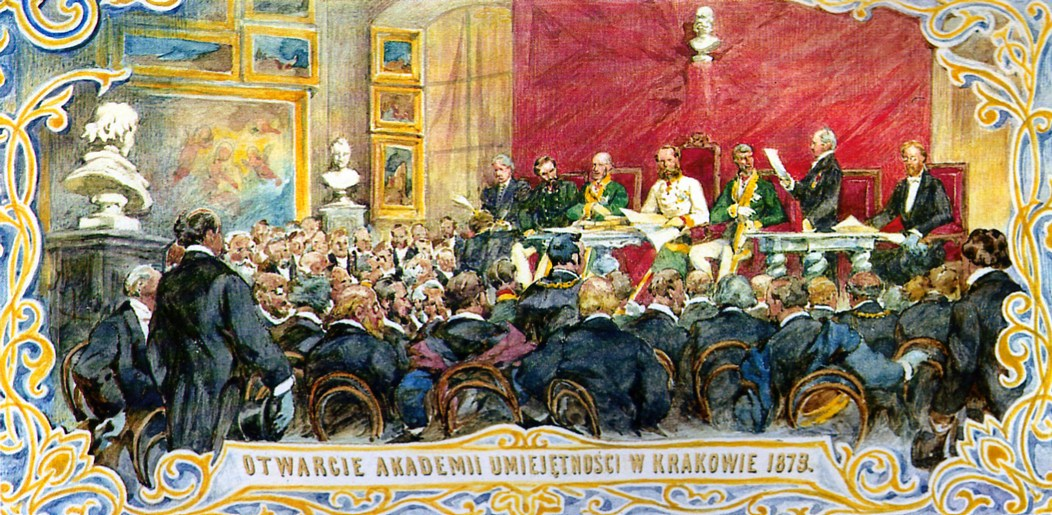
Inauguracja Akademia Umiejętności w Krakowie (1873)

Akademik (łac. academicus) – tytuł członka instytucji publicznej nazywanej akademią, np. członka rzeczywistego ogólnokrajowego zgromadzenia naukowców (lub naukowców i artystów), tj. Królewska Szwedzka Akademia Nauk, Académie française, Polska Akademia Nauk, Rosyjska Akademia Nauk, Berlińsko-Brandenburska Akademia Nauk. W takich przypadkach tytuł „akademik” oznacza szczególnie wysoką pozycję naukową, jednak określenie bywa również stosowane w znaczeniu „student akademii” lub słuchacz innej szkoły wyższej.
Istniejąca od roku 1739 Szwedzka Akademia Nauk, decydująca o wyborze laureatów Nagród Nobla,  ma 440 członków krajowych i 175 zagranicznych. W przypadku śmierci akademika skład Akademii jest uzupełniany w drodze głosowania. W roku 2013 (15 maja) nowymi członkami zostali Olof Ramström z RMIT University, Mikael Akke z Lunds universitet i Sir John Meurig Thomas z University of Cambridge.
Académie française, założona w roku 1635, wybiera 40 członków zwyczajnych (w roku 1910 – po śmierci fizyka, Désiré Gerneza – kandydatką była Maria Skłodowska-Curie, jednak nie uzyskała niezbędnej liczby głosów). Członkami Francuskiej Akademii Nauk (Académie des sciences, utworzonej w roku 1966) było w maju 2013 roku 247 osób (ponadto Akademia miała 135 członków zagranicznych i 99 członków korespondentów).
W krajach byłego bloku wschodniego tytuł „akademik” bywa kojarzony z członkostwem w Akademii Nauk ZSRR, obecnej Rosyjskiej Akademii Nauk (aktualizowana lista członków zwyczajnych jest publikowana na internetowej stronie Akademii). W innych krajach byłego bloku obowiązują różne zasady wyboru członków narodowych Akademii Nauk.
Zadania i zasady działania Polskiej Akademii Nauk, w tym zasady wyboru i obowiązki członków rzeczywistych PAN są określane ustawowo. Bułgarska Akademia Nauk ma 65 akademików (2013).